# José Cadena y Eleta
José Cadena y Eleta (Pitillas, 1855-Burgos, 1918) fue un clérigo español que llegó a ocupar como obispo las cátedras de Segovia, Vitoria y Burgos. También fue político durante la Restauración.

## Biografía
Comenzó sus estudios religiosos a los once años en Pamplona (Navarra), donde permaneció hasta la Revolución de 1868, cuando fue clausurado el seminario en el que se formaba. Se trasladó a Zaragoza para ampliar sus estudios, siendo investido abogado en 1876.
Tras servir en la Diócesis de Ávila, el papa León XIII le concedió la dignidad de chantre de la catedral de Santa María la Real de la Almudena de Madrid en 1896. Fue nombrado sucesivamente obispo de Segovia (1901-1904), obispo de Vitoria (1904-1913) y arzobispo de Burgos (1913-1918). En su carrera política fue senador en la legislatura 1903-1904, en la de 1908-1909 y en la de 1914-1915.
Durante su episcopado vitoriano, que abarcaba las provincias de Álava, Guipúzcoa y Vizcaya, mediante pastoral de 3 de febrero de 1910, prohibió a los párrocos del territorio bautizar a los niños con nombres euskéricos. La reacción de muchos padres ante dicha prohibición fue la de no bautizar a sus hijos.